# 第8軍団 (ドイツ帝国陸軍)
第8軍団 (ドイツ語: VIII. Armee-Korps) は19世紀から第一次世界大戦まで存在したプロイセン王国陸軍およびドイツ帝国陸軍の軍団。 
1815年6月21日に下ライン大公国総司令部が置かれたのが始まりで、1820年4月3日にプロイセン王国陸軍第8軍団となった。司令部はコブレンツに置かれ、兵員はライン県とオルデンブルク大公国のビルケンフェルト侯国から徴募した。 
普墺戦争に参加し、普仏戦争では第1軍の隷下となった。 
平時には第5軍総監部隷下となったが、第一次世界大戦が開戦すると第4軍に編入された。終戦まで存続していたが、敗戦に伴うドイツ軍の動員解除により解散した。 

## 普墺戦争
第8軍団は1866年の普墺戦争でケーニヒグレーツの戦いに参加した。 

## 普仏戦争
第8軍は、普仏戦争では第1軍隷下で参戦した。グラヴロットの戦いとそれに続くメス攻囲戦に参加し、1870年10月にメスが陥落するとパリ北部でアリュの戦いおよびペロンヌ要塞攻囲戦と転戦し、アミアンの戦いとサン＝カンタンの戦いまで戦った。 

## 平時編制
ドイツ帝国陸軍は平時には25軍団 (近衛、第1-21、バイエルン第1-3) を擁し、各軍団は合理的に標準化された組織となっていた。 1個師団は2個歩兵旅団、1個野戦砲兵旅団および1個騎兵旅団からなり、各軍団は2個師団で構成されていた。各旅団は通常2個連隊で構成されていたため、各軍団は8個歩兵連隊・4個野戦砲兵連隊・4個騎兵連隊を擁するのが標準だったが、いくつか例外もあった。 
第5、6、7、9、14軍団は、5個歩兵旅団 (10個歩兵連隊) を擁していた。
第2、13、18、21軍団は9個歩兵旅団を擁していた。
第1、6、16軍団は3個騎兵旅団 (6個騎兵連隊) を擁していた。
近衛軍団は5個歩兵旅団 (11個歩兵連隊) と4個騎兵旅団 (8個騎兵連隊) を擁していた。
各軍団には旅団に属さない直属部隊を擁しており、これには牽引砲兵連隊、猟兵大隊、工兵大隊、段列大隊などが含まれる。 
| 軍団    | 師団                                | 旅団                                                | 構成部隊                                          | 駐屯地                                                     |
| ------- | ----------------------------------- | --------------------------------------------------- | ------------------------------------------------- | ---------------------------------------------------------- |
| 第8軍団 | 第15師団                            | 第29歩兵旅団                                        | 第25 (ライン第1) 歩兵連隊「フォン・リュッツォウ」 | アーヘン                                                   |
| 第8軍団 | 第15師団                            | 第29歩兵旅団                                        | 第161 (ライン第10) 歩兵連隊                       | デューレン、第2大隊はエシュヴァイラー、第3大隊はユーリッヒ |
| 第8軍団 | 第15師団                            | 第80歩兵旅団                                        | 第65歩兵連隊                                      | ケルン                                                     |
| 第8軍団 | 第15師団                            | 第80歩兵旅団                                        | 第160 (ライン第9) 歩兵連隊                        | ボン、第1大隊はディーツ、第3大隊はオイスキルヒェン         |
| 第8軍団 | 第15師団                            | 第15野戦砲兵旅団                                    | 第59（ベルク）野戦砲兵連隊                        | ケルン                                                     |
| 第8軍団 | 第15師団                            | 第15野戦砲兵旅団                                    | 第83 (ライン第3) 野戦砲兵連隊                     | ボン 、 デュレン                                           |
| 第8軍団 | 第15師団                            | 第15騎兵旅団                                        | 第8 (ライン) 胸甲騎兵連隊「カウント・ゲスラー」   | ドイツ                                                     |
| 第8軍団 | 第15師団                            | 第15騎兵旅団                                        | 第7 (ライン第1) 軽騎兵連隊「ヴィルヘルム1世」     | ボン                                                       |
| 第8軍団 | 第16師団                            | 第30歩兵旅団                                        | 第28 (ライン第2) 歩兵連隊「フォン・ゲーベン」     | エーレンブライトシュタイン要塞、第2大隊はコブレンツ        |
| 第8軍団 | 第16師団                            | 第30歩兵旅団                                        | 第68歩兵連隊                                      | コブレンツ                                                 |
| 第8軍団 | 第16師団                            | 第31歩兵旅団                                        | 第29 (ライン第3) 歩兵連隊「フォン・ホルン」       | トリーア                                                   |
| 第8軍団 | 第16師団                            | 第31歩兵旅団                                        | 第69歩兵連隊                                      | トリーア                                                   |
| 第8軍団 | 第16師団                            | 第16野戦砲兵旅団                                    | 第23 (ライン第2) 野戦砲兵連隊                     | コブレンツ                                                 |
| 第8軍団 | 第16師団                            | 第16野戦砲兵旅団                                    | 第44 (トリーア) 野戦砲兵連隊                      | トリーア                                                   |
| 第8軍団 | 第16師団                            | 第16騎兵旅団                                        | 第7騎馬猟兵連隊                                   | トリーア                                                   |
| 第8軍団 | 第16師団                            | 第16騎兵旅団                                        | 第8騎馬猟兵連隊                                   | トリーア                                                   |
| 第8軍団 | 軍団直轄                            |                                                     | 第2機関銃大隊                                     | トリーア                                                   |
| 第8軍団 | 軍団直轄                            | 第7要塞機関銃大隊                                   | ケルン                                            |                                                            |
| 第8軍団 | 軍団直轄                            | 第9 (シュレースヴィヒ＝ホルシュタイン) 牽引砲兵連隊 | エーレンブライトシュタイン要塞                    |                                                            |
| 第8軍団 | 軍団直轄                            | 第8 (ライン第1) 工兵大隊                            | コブレンツ                                        |                                                            |
| 第8軍団 | 軍団直轄                            | 第30 (ライン第3) 工兵大隊                           | エーレンブライトシュタイン要塞                    |                                                            |
| 第8軍団 | 軍団直轄                            | 第3電信大隊                                         | コブレンツ、ダルムシュタット                      |                                                            |
| 第8軍団 | 軍団直轄                            | 第6要塞電話中隊                                     | ケルン                                            |                                                            |
| 第8軍団 | 軍団直轄                            | 第3飛行船大隊                                       | ケルン、デュッセルドルフ、ダルムシュタット        |                                                            |
| 第8軍団 | 軍団直轄                            | 第3飛行大隊                                         | ケルン、ハノーバー、ダルムシュタット              |                                                            |
| 第8軍団 | 軍団直轄                            | 第8 (ライン第1) 段列大隊                            | コブレンツ                                        |                                                            |
| 第8軍団 | ケルン防衛司令部 (義勇兵総監部麾下) |                                                     |                                                   | ケルン                                                     |

## 第一次世界大戦

### 動員時点での組織
1914年8月2日の動員により、第8軍団は再編成された。第16騎兵旅団は第3騎兵師団を編成するため引き抜かれ、第15騎兵旅団は分割のうえ偵察部隊として各大隊に配置された。各師団には司令部直属の工兵部隊や支援部隊が分遣された。結局、第8軍団には24個歩兵大隊、8個機関銃中隊 (機関銃48丁) およびと8個騎兵中隊、24野戦砲兵小隊 (砲144門)の他、4個銃砲兵小隊 (砲16問) と3個工兵中隊および1k所航空分遣隊が置かれることになった。 
| 軍団    | 分割     | 旅団                        | 単位                   |
| ------- | -------- | --------------------------- | ---------------------- |
| 第8軍団 | 第15師団 | 第29歩兵旅団                | 第25歩兵連隊           |
| 第8軍団 | 第15師団 | 第29歩兵旅団                | 第161歩兵連隊          |
| 第8軍団 | 第15師団 | 第80歩兵旅団                | 第65歩兵連隊           |
| 第8軍団 | 第15師団 | 第80歩兵旅団                | 第161歩兵連隊          |
| 第8軍団 | 第15師団 | 第15野戦砲兵旅団            | 第59野戦砲兵連隊       |
| 第8軍団 | 第15師団 | 第15野戦砲兵旅団            | 第83野戦砲兵連隊       |
| 第8軍団 | 第15師団 | 第8胸甲騎兵連隊             |                        |
| 第8軍団 | 第15師団 | 第8工兵大隊第1中隊          |                        |
| 第8軍団 | 第15師団 | 第15師団架橋隊              |                        |
| 第8軍団 | 第15師団 | 第1医療中隊                 |                        |
| 第8軍団 | 第15師団 | 第3医療中隊                 |                        |
| 第8軍団 | 第16師団 | 第30歩兵旅団                | 第28歩兵連隊           |
| 第8軍団 | 第16師団 | 第30歩兵旅団                | 第68フュージリアー連隊 |
| 第8軍団 | 第16師団 | 第31歩兵旅団                | 第29歩兵連隊           |
| 第8軍団 | 第16師団 | 第31歩兵旅団                | 第69歩兵連隊           |
| 第8軍団 | 第16師団 | 第16野戦砲兵旅団            | 第23野戦砲兵連隊       |
| 第8軍団 | 第16師団 | 第16野戦砲兵旅団            | 第44野戦砲兵連隊       |
| 第8軍団 | 第16師団 | 第7軽騎兵連隊               |                        |
| 第8軍団 | 第16師団 | 第8工兵大隊第2中隊          |                        |
| 第8軍団 | 第16師団 | 第8工兵大隊第3中隊          |                        |
| 第8軍団 | 第16師団 | 第16師団架橋隊              |                        |
| 第8軍団 | 第16師団 | 第2医療中隊                 |                        |
| 第8軍団 | 軍団直属 |                             | 第9牽引砲兵連隊第3大隊 |
| 第8軍団 | 軍団直属 | 第10航空分遣隊              |                        |
| 第8軍団 | 軍団直属 | 第8軍団架橋隊               |                        |
| 第8軍団 | 軍団直属 | 第8通信分遣隊               |                        |
| 第8軍団 | 軍団直属 | 第8工兵大隊サーチライト分隊 |                        |
| 第8軍団 | 軍団直属 | 第2段列大隊                 |                        |

### 戦史
第一次世界大戦開戦に伴う動員により第8軍団は第4軍隷下となり、1914年8月の シュリーフェン・プランに基づく攻勢では中核部隊となった。第8軍団は終戦まで存続した。 

## 司令官一覧
第8軍団の歴代司令官を下表に示す。 
| 着任日         | 階級     | 氏名                                                           |
| -------------- | -------- | -------------------------------------------------------------- |
| 1815年6月21日  | 歩兵大将 | アウグスト・フォン・グナイゼナウ                               |
| 1816年5月20日  | 中将     | エルンスト・フォン・ハーケ                                     |
| 1820年4月3日   | 騎兵大将 | ヨハン・アドルフ・フライヘア・フォン・ティールマン             |
| 1825年6月18日  | 騎兵大将 | ルートヴィヒ・フォン・ボルステル                               |
| 1840年5月9日   | 中将     | アドルフ・エドゥアルト・フォン・ティール                       |
| 1848年5月5日   | 騎兵大将 | フリードリヒ・ヴィルヘルム・フォン・ブランデンブルク           |
| 1849年5月15日  | 歩兵大将 | カール・フリードリヒ・フォン・ヒルシュフェルト                 |
| 1859年11月27日 | 歩兵大将 | エドゥアルト・フォン・ボニン                                   |
| 1865年6月29日  | 歩兵大将 | カール・エーベルハルト・ヘルヴァルト・フォン・ビッテンフェルト |
| 1870年7月18日  | 歩兵大将 | アウグスト・カール・フォン・ゲーベン                           |
| 1880年12月11日 | 中将     | ルートヴィヒ・フォン・ティール                                 |
| 1884年1月12日  | 騎兵大将 | ヴァルター・フライヘア・フォン・ローエ                         |
| 1895年1月27日  | 騎兵大将 | アドルフ・フォン・ビューロウ                                   |
| 1896年1月2日   | 歩兵大将 | マクシミリアン・フォーゲル・フォン・ファルケンシュタイン       |
| 1897年1月27日  | 歩兵大将 | バーデン大公フリードリヒ2世                                    |
| 1902年10月18日 | 騎兵大将 | アドルフ・フォン・ダイネス                                     |
| 1906年10月2日  | 歩兵大将 | パウル・フォン・プロッツ                                       |
| 1912年1月27日  | 中将     | エーリヒ・テュルフ・フォン・チェーペ・ウント・ヴァイデンバッハ |
| 1914年10月5日  | 歩兵連隊 | ユリウス・リーマン                                             |
| 1916年12月18日 | 中将     | カール・ディーフェンバッハ                                     |
| 1917年3月12日  | 歩兵大将 | オットー・フォン・プリュスコウ                                 |
| 1917年5月11日  | 中将     | ローデリヒ・フォン・シェーラー                                 |

## 書誌
- Cron, Hermann (2002). Imperial German Army 1914-18: Organisation, Structure, Orders-of-Battle [first published: 1937]. Helion & Co. ISBN 1-874622-70-1
- Ellis, John; Cox, Michael (1993). The World War I Databook. Aurum Press Ltd. ISBN 1-85410-766-6
- Haythornthwaite, Philip J. (1996). The World War One Source Book. Arms and Armour. ISBN 1-85409-351-7
- Histories of Two Hundred and Fifty-One Divisions of the German Army which Participated in the War (1914-1918), compiled from records of Intelligence section of the General Staff, American Expeditionary Forces, at General Headquarters, Chaumont, France 1919. The London Stamp Exchange Ltd (1989). (1920). ISBN 0-948130-87-3
- The German Forces in the Field; 7th Revision, 11th November 1918; Compiled by the General Staff, War Office. Imperial War Museum, London and The Battery Press, Inc (1995). (1918). ISBN 1-870423-95-X